# Boston Celtics 1952-1953
La stagione 1952-53 dei Boston Celtics fu la 7ª nella NBA per la franchigia.
I Boston Celtics arrivarono terzi nella Eastern Division con un record di 46-25. Nei play-off vinsero la semifinale di division con i Syracuse Nationals (2-0), perdendo poi la finale di division con i New York Knicks (3-1).

## Roster
| N° | Naz.                   | Ruolo | Sportivo      | Anno | Alt. | Peso |
| -- | ---------------------- | ----- | ------------- | ---- | ---- | ---- |
| 4  | Stati Uniti (bandiera) | G     | Kenny Rollins | 1923 | 183  | 76   |
| 11 | Stati Uniti (bandiera) | A     | Chuck Cooper  | 1926 | 196  | 95   |
| 12 | Stati Uniti (bandiera) | GA    | Bob Donham    | 1926 | 188  | 86   |
| 13 | Stati Uniti (bandiera) | AC    | Bob Harris    | 1927 | 201  | 88   |
| 14 | Stati Uniti (bandiera) | G     | Bob Cousy     | 1928 | 185  | 79   |
| 16 | Stati Uniti (bandiera) | C     | John Mahnken  | 1922 | 203  | 100  |
| 17 | Stati Uniti (bandiera) | AC    | Gene Conley   | 1930 | 203  | 102  |
| 18 | Stati Uniti (bandiera) | AC    | Bob Brannum   | 1925 | 196  | 98   |
| 19 | Stati Uniti (bandiera) | A     | Mo Mahoney    | 1927 | 188  | 93   |
| 21 | Stati Uniti (bandiera) | G     | Bill Sharman  | 1926 | 185  | 79   |
| 22 | Stati Uniti (bandiera) | AC    | Ed Macauley   | 1928 | 203  | 84   |

## Staff tecnico
- Allenatore: Red Auerbach
- Preparatore atletico: Harvey Cohn